# 上田雅也
上田 雅也（うえだ まさや、1993年5月8日 - ）は、日本の元プロバスケットボール選手。山口県出身。ポジションはポイントガード・シューティングガード。

## 来歴
山口県立宇部工業高校バスケットボール部では、2011年度に主将を務め、ウインターカップへの初出場を果たした。また、1年生(新潟国体)・2年生(千葉国体)・3年生(山口国体)と3年連続で国体選手に選ばれ、3年生時には少年男子チームの主将を務めた。
立命館大学バスケットボール部では、1回生(2012年度)・3回生(2014年度)の2回、関西学生1部リーグ戦の3ポイント王を受賞。4回生時は主将を務めた。
また、東京国体・長崎国体・和歌山国体でいずれも山口県成年男子チームにふるさと選手として選出された。

### プロ入り後
2016年1月、TKbjリーグの埼玉ブロンコスに、アーリーエントリー制度により入団。20試合出場、平均7.7得点を挙げ、bjリーグ最後の新人賞を獲得した。
2016-17シーズンよりB3リーグに参加した埼玉ブロンコスに引き続き在籍し、初年度の主将を務めた。2016-17シーズンでは、3ポイント成功率でリーグ最高の41.7パーセントを記録した。埼玉には2018-19シーズンまで在籍し、3シーズン全てで平均2ケタ得点をマークした。
2019年6月、B3の岩手ビッグブルズに移籍。翌2020年7月には、B3の東京八王子ビートレインズへ移籍した。八王子では2021-22シーズンに主将を務めた。
2022年6月、B3に新規参入する東京ユナイテッドバスケットボールクラブへ移籍した。3シーズン在籍した後、2025年5月16日に現役引退を発表した。

## 個人成績
| シーズン   | チーム | GP | GS | MPG   | FG%   | 3P%   | FT%   | RPG | APG | SPG | BPG | TO  | PPG  |
| ---------- | ------ | -- | -- | ----- | ----- | ----- | ----- | --- | --- | --- | --- | --- | ---- |
| B3 2016-17 | 埼玉   | 31 | 31 | 36:29 | 40.6% | 41.7% | 73.0% | 3.2 | 2.5 | 0.8 | 0   | 2.5 | 13.1 |
| B3 2017-18 | 埼玉   | 26 | 26 | 35:23 | 38.4% | 33.8% | 80.5% | 3.4 | 4.4 | 1.0 | 0   | 2.8 | 14.0 |
| B3 2018-19 | 埼玉   | 35 | 35 | 34:05 | 41.8% | 37.1% | 70.6% | 3.0 | 5.7 | 0.7 | 0.1 | 2.5 | 12.6 |
| B3 2019-20 | 岩手   | 38 | 3  | 20:38 | 44.2% | 44.0% | 78.9% | 1.7 | 3.0 | 0.6 | 0   | 1.4 | 8.4  |
| B3 2020-21 | 八王子 | 34 | 18 | 24:16 | 44.8% | 40.6% | 68.1% | 2.5 | 2.8 | 0.9 | 0   | 1.5 | 8.0  |
| B3 2021-22 | 八王子 | 37 | 26 | 20:50 | 41.3% | 40.2% | 56.8% | 1.2 | 2.6 | 0.6 | 0   | 1.1 | 6.3  |
| B3 2022-23 | 東京U  | 41 | 27 | 22:50 | 41.3% | 35.3% | 75.0% | 1.4 | 2.4 | 0.7 | 0   | 1.3 | 6.7  |
| B3 2023-24 | 東京U  | 41 | 27 | 23:51 | 32.1% | 27.1% | 66.2% | 1.4 | 2.9 | 0.6 | 0   | 1.7 | 6.7  |
| B3 2024-25 | 東京U  | 31 | 15 | 16:43 | 24.9% | 18.8% | 74.4% | 0.9 | 1.9 | 1.0 | 0   | 1.1 | 4.4  |